# Diadegma nigridens
Diadegma nigridens är en stekelart som beskrevs av Horstmann 2008. Diadegma nigridens ingår i släktet Diadegma och familjen brokparasitsteklar. Inga underarter finns listade i Catalogue of Life.